# Mobile Suit Gundam: Il contrattacco di Char
Mobile Suit Gundam: Il contrattacco di Char (機動戦士ガンダム：逆襲のシャア,?, Kidō senshi Gundam: Gyakushū no Char ,  "Gundam il Fante Mobile - Il Contrattacco di Char") è un film d'animazione del 1988 diretto da Yoshiyuki Tomino.
Pellicola prodotta dalla Sunrise, ambientata nell'Universal Century della saga di Gundam. Nel 2005 la Star Comics ne ha pubblicato in Italia l'adattamento manga realizzato in un unico tankōbon da Koichi Tokita nel 1999, mentre l'edizione italiana del lungometraggio è stata pubblicata da Dynit.
Char's Counterattack è il primo lungometraggio originale ambientato nell'Universal Century, preceduto solo dalla riduzione cinematografica della prima serie Mobile Suit Gundam in tre film di montaggio. Segue in ordine cronologico la serie TV Mobile Suit Gundam ZZ del 1986 e vede il ritorno di Yoshiyuki Tomino ai registri seri e drammatici che connotano le prime due serie (Mobile Suit Gundam e Mobile Suit Z Gundam), presentando il confronto finale tra i due personaggi principali, Amuro Ray e Char Aznable. Il film è anche la prima produzione della saga di Gundam in cui viene impiegata la computer grafica, seppure in una sequenza di pochi secondi in cui si osserva una colonia ruotare lentamente nello spazio.

## Trama
È l'anno 0093 UC, sono passati quasi quattordici anni dalla fine della Guerra di un anno, ma nella Sfera Terrestre la pace è ancora un miraggio. La situazione nelle colonie spaziali è sempre tesa e Char, disperso da tempo, si è rifatto vivo come leader di Neo Zeon, la compagine già erede delle istanze di indipendenza dell'ex Principato fondata da Haman Karn. Per raggiungere i propri scopi egli non esita a mettere di nuovo in pratica la tattica di far precipitare corpi celesti sulla Terra, al fine di causare una nuova era glaciale che ripulisca il pianeta da un'umanità ormai parassitaria.
A contrastare i suoi piani c'è la Londo Bell, un corpo speciale dell'Esercito federale in cui milita anche Amuro Ray, che però fallisce nel tentativo di impedire la caduta dell'asteroide Luna 5 su Lhasa, in Tibet, dove ha sede il Governo federale. Grazie a questo micidiale colpo, Char costringe la Federazione ad un negoziato di pace durante il quale ottiene l'assegnazione di Axis, ormai in disuso, in cambio di un'ingente quantità d'oro e la consegna della propria flotta. In realtà, però, Char sta ingannando la Federazione Terrestre: invece di navi vere, invia al punto di rendez-vous una flotta di navi-fantoccio e nel frattempo si impossessa dell'arsenale nucleare stipato su Luna 2 per sistemarlo su Axis prima di lanciarla contro la Terra.
La Londo Bell scopre però il piano ed ingaggia una durissima battaglia intorno all'asteroide, riuscendo solo in parte a vanificare l'azione di Char, il cui mobile suit Sazabi viene comunque distrutto da Amuro Ray con il nuovo RX-93 ν Gundam. Quando però tutto sembra perduto, con l'enorme roccia in caduta libera verso il pianeta, l'azione disperata di Amuro a bordo del suo mobile suit, aiutato da decine di altri dell'una e dell'altra parte, riesce nel deviarne la rotta. Il destino finale di Char e Amuro resta sconosciuto.